# Nurdağı
Nurdağı là một huyện thuộc tỉnh Gaziantep, Thổ Nhĩ Kỳ. Huyện có diện tích 798 km² và dân số thời điểm năm 2007 là 35237 người, mật độ 44 người/km².